# ジョナサン・バロック
ジョナサン・バロック（Jonathan Bullock、1974年12月19日 - ）は、アメリカ合衆国の実業家。SoftBank Group InternationalのCOO。ブライトスターのディレクター。ヤフージャパン取締役。

## 経歴
ケンブリッジ大学で経営工学のBAとMEngを取得し、1997年9月から2001年までジェミニコンサルティング、2001年から2004年までロイターに勤務。2006年1月から2014年10月までGoogleのEMEA事業戦略部長。ニケシュ・アローラに招聘されソフトバンクグループに移籍すると2015年4月Housing.comとブライトスターの取締役、2016年12月よりヤフージャパン取締役。ソフトバンク・ビジョン・ファンドのシニアアドバイザーに就任予定。